# Casa (Arkansas)
Casa est une municipalité du comté de Perry, dans l’État de l’Arkansas aux États-Unis.

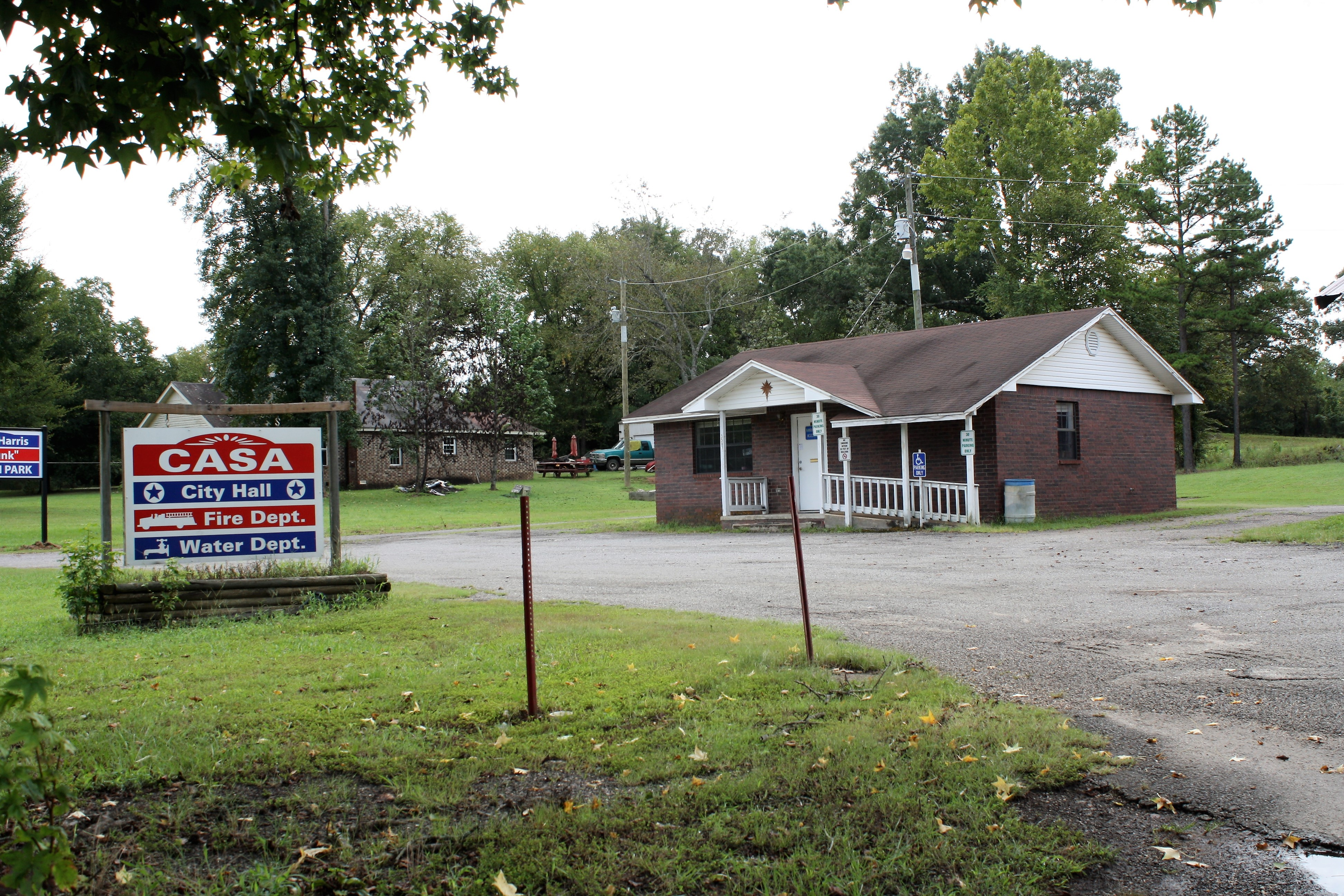
Mairie de Casa

## Démographie
| 1910 | 1920 | 1930 | 1940 | 1950 | 1960 |
| ---- | ---- | ---- | ---- | ---- | ---- |
| 310  | 300  | 269  | 245  | 184  | 184  |

| 1970 | 1980 | 1990 | 2000 | 2010 | - |
| ---- | ---- | ---- | ---- | ---- | - |
| 208  | 179  | 200  | 209  | 171  | - |